# Бартоломе Бермехо
Бартоломе Бермехо, ім'я при народженні Бартоломе де Карденас (ісп. Bartolomé Bermejo, Bartolomé de Cárdenas; бл. 1440, Кордова — 1500, Барселона) — художник іспано-фламандської школи, найвидатніший представник іспанської готики.

## Біографія

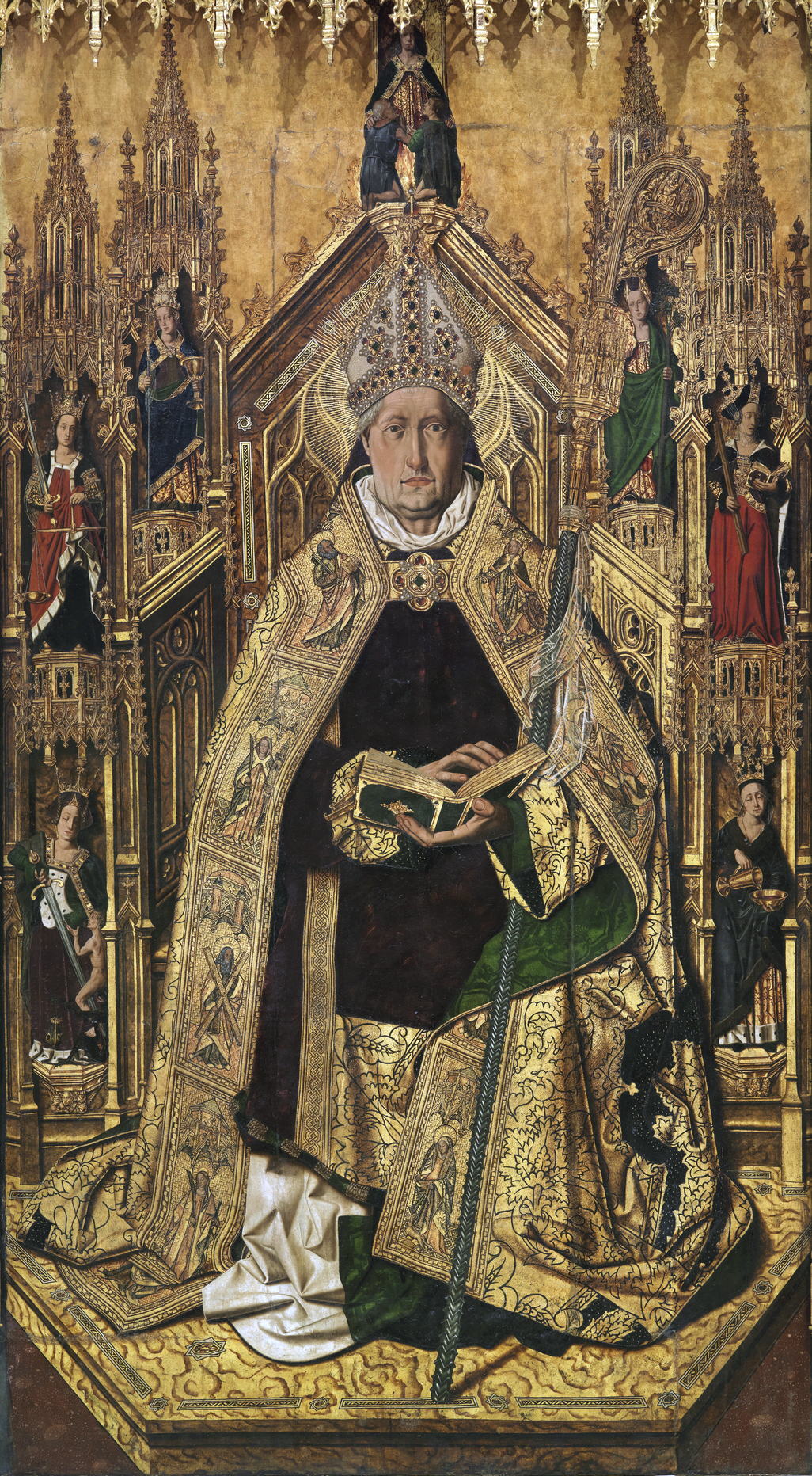
Св. Домінік

Про нього залишилось обмаль документальних згадок. Перша з них є дорученням 1468 покровителя Антоніо Хуана написати вівтарний образ «Тріумф Архангела Михаїла над Дияволм» для костелу Сан Мігель у місті Тоус Валенсія (центральна панель зберігається у Національній галереї Лондона.
Досконально невідомо де і у кого він навчався техніки олійного фламандського живопису, адже у його творах проглядається знайомство з творчістю Яна ван Ейка, Рогіра ван дер Вейдена. Його стиль вирізнявся реалізмом зображення, пластичним зображенням постатей, увагою до дрібних деталей ландшафту. Бартоломе Бермехо не зупинявся довше 10 років у одному місці, проживаючи у містах Арагону — Валенсії, Дарока (1474—1476), Сарагосі (1477–84), Барселоні (з 1486).
У Дароке він написав образ для вівтаря св. Домініка де Сілос (1474—1477), який завершив його послідовник Мартин Бернат (Центральна панель нині Музей Прадо, Мадрид), вівтар св. Енграсії (1476) (панель «Розп'яття» нині колегіатський костел). На замовлення італійського купця з Аккуї-Терме намалював вівтар «Мадонна з Монтсеррат» (1485), де центральний образ виконав Родріго де Оссон за ескізами Бермехо (нині катедра Аккуї-Терме, Італія).
Співпрацював у Сарагосі з Мігелем Хіменесом. У Барселоні сперечався з Хайме Уге за право розписати двері костелу та на замовлення каноніка Луіса Деспла намалював «П'єта» (1490) (нині собор Барселони), з підпису на ньому «Bartolomeus Vermeio Cordubensis» відомо, що Бартоломе де Карденас народився у Кордові.